# Melinaea ribbei
Melinaea ribbei är en fjärilsart som beskrevs av Gustav Weymer 1875. Melinaea ribbei ingår i släktet Melinaea och familjen praktfjärilar. Inga underarter finns listade i Catalogue of Life.